# Viminacium

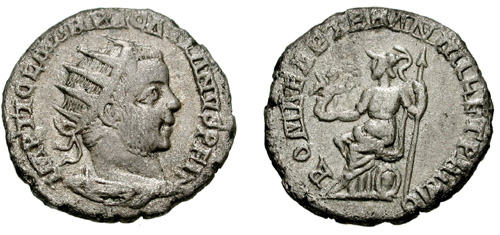
Antoniniano de la ceca de Viminacium bajo Pacatiano para celebrar el milenario de Roma.

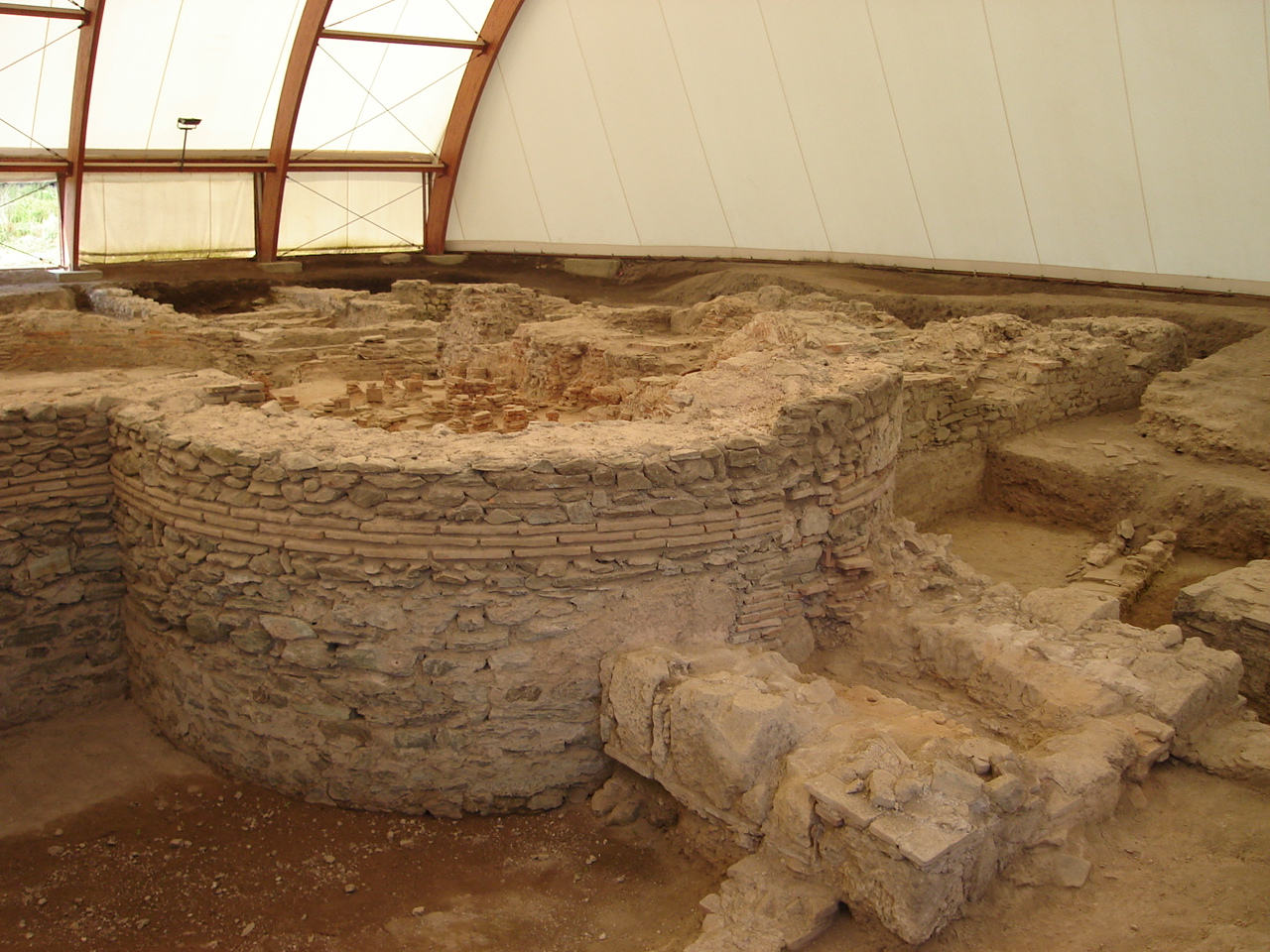
Excavaciones arqueológicas en Viminacium.

Viminacium era la principal ciudad de los romanos en la provincia de Moesia (la actual Serbia) y la capital de Moesia Superior. En Viminacium estaba el campamento base de la Legio VII Claudia y fue anfitriona durante algún tiempo de la IV Flavia Felix. Fue destruida por los invasores bárbaros.
Kostolac, una pequeña ciudad serbia del Danubio, está situada donde estuvo Viminacium.